# Bob l'éponge et ses amis : Un pour tous, tous pour un !
Bob l'éponge et ses amis : Un pour tous, tous pour un ! (Nicktoons Unite!) est le premier jeu réunissant les personnages de différentes séries d'animation de Nickelodeon : Bob l'éponge, Danny Fantôme, Mes Parrains sont Magiques et Jimmy Neutron. Développé par Blue Tongue Entertainment et Climax Group, il utilise le moteur de jeu TOSHI.

## Voix françaises
- Olivier Jankovic : Bob l'éponge
- Cyrille Artaux : Danny Fantôme
- Susan Sindberg : Timmy Turner
- Eric Chevallier : Cosmo, le Professeur Calamité
- Thierry Kazazian : Plankton, M. Crocker
- Xavier Fagnon : Vlad Plasmius
- Véronique Augereau : Wanda

## Accueil
- Jeuxvideo.com : 9/20 (PS2/GC)[2] - 8/20 (DS)[3] - 8/20 (GBA)[4]